# Папаян, Альберт Вазгенович
Альбе́рт Вазге́нович Папая́н (4 февраля 1936, Тбилиси — 10 августа 2002, Санкт-Петербург) — советский и российский педиатр, доктор медицинских наук, профессор, заслуженный деятель науки РФ, академик Российской академии естественных наук (РАЕН), вице-президент ассоциации педиатров-нефрологов России, проректор по международным связям, заведующий кафедрой факультетской педиатрии с курсом ФУВ по нефрологии Санкт-Петербургской государственной педиатрической медицинской академии, Главный внештатный специалист — детский нефролог Комитета по здравоохранению Санкт-Петербурга.

## Биография
Родился в семье Вазгена Арташесовича Папаяна (23.05.1908 — 03.11.1996, Санкт-Петербург) и его жены Вартануш Назаровны ур. Мурадовой (20.01.1915 — 04.03.2010, Санкт-Петербург). В годы Первой мировой и Гражданской войн, родителям, которые в те годы проживали в Карсе и сами были детьми, пришлось на себе испытать ужас геноцида, учинённого на территориях, контролируемых Османской империей. Первый раз это произошло в конце апреля 1918 г., когда по условиям Брестского мира Карс на короткое время отошёл Турции. Второй — в октябре 1920 г. Тогда Турецкая армия вновь заняла Карс и буквально утопила город в крови мирных армян. Семьям родителей А. В. Папаяна чудом удалось спастись, преодолев по горам Кавказа более 200 км, отделявших Карс от Тифлиса.
Детство А. В. Папаяна прошло в родном Тбилиси (так Тифлис стал называться с августа 1936 г.). Здесь, ещё до окончания Великой Отечественной войны (1944 г.), он пошёл в первый класс. Учёба в школе А. В. Папаяну давалась легко. Времени хватало на всё. В эти годы он увлекался радиолюбительством, плаванием, большим теннисом, музыкой. В 14 лет Альберт Вазгенович самостоятельно выучился игре на скрипке, причём так, что ему даже стали прочить музыкальную карьеру, однако он выбрал медицину.
В 1954 году после окончания тбилисской средней школы А. В. Папаян отправился в далёкий Ленинград, поступать в Педиатрический медицинский институт. Конечно, он легко мог получить медицинское образование и в Тбилисском мединституте, но с самого начала Альберт Вазгенович мечтал о профессии детского врача, что в итоге и определило его выбор.
Учёба в Ленинградском Педиатрическом медицинском институте запомнилась общением с такими корифеями педиатрии, как А. Б. Воловик, А. М. Абезгауз, М. Г. Данилевич, М. С. Маслов, А. Ф. Тур. Кафедра госпитальной педиатрии академика А. Ф. Тура выглядела особенно привлекательной. Именно на ней А. В. Папаян ещё студентом впервые приобщился к научно-исследовательской работе.
В 1960 г., после успешного окончания института и в соответствии с распределением, Альберт Вазгенович отправился в Коми АССР. Здесь началась его карьера-врача педиатра и педагога. Он работал в одной из детских поликлиник Сыктывкара и одновременно преподавал в медицинском училище. Студентам медучилища он запомнился ещё и тем, что организовал кружок самодеятельности. Вот где пригодилась его любовь к музыке и навыки игры на скрипке.
В 196З г. А. В. Папаян вернулся в Ленинград и поступил в аспирантуру на кафедру госпитальной педиатрии ЛПМИ, возглавляемую академиком А. Ф. Туром. В 1966 г. защитил кандидатскую диссертацию на тему «Изучение свертывающей и антисвертывающей системы крови у здоровых детей и при некоторых заболеваниях системы крови». Как первую в СССР работу в области изучения системы гемостаза у детей, Президиум АМН СССР удостоил её премии имени академика М. С. Маслова.
С окончанием аспирантуры в 1966 г. был зачислен младшим научным сотрудником детской гематологической клиники Ленинградского НИИ гематологии и переливания крови, однако уже через год Альберт Вазгенович был избран ассистентом кафедры факультетской педиатрии ЛИМИ, возглавляемой профессором А. А. Валентинович. Ещё через два года, в 1969 г. А. В. Папаян стал доцентом той же кафедры, а в 1974 г., защитив докторскую диссертацию на тему «Внутрисосудистое свертывание в патогенезе заболеваний почек у детей» и став профессором, он сменил А. А. Валентинович на посту заведующего кафедрой факультетской педиатрии. Тогда же А. В. Папаян занял впервые созданную должность главного внештатного детского нефролога Главного управления здравоохранением Ленинграда, тем самым объединив всю детскую нефрологическую службу города под единым научно-методическим и организационным руководством.
Нефрологическая направленность в творчестве А. В. Папаяна не была случайной. Ещё с тех пор, когда кафедрой факультетской педиатрии ЛПМИ руководил академик Михаил Степанович Маслов, а главное, под влиянием её второго профессора Эммануила Иосифовича Фридмана детская нефрологи давно заняла приоритетное положение в научных планах кафедры.
В 1992 г. А. В. Папаян открыл на своей кафедре факультетской педиатрии ЛПМИ курс усовершенствования врачей по детской нефрологии, в рамках которого им в 1997 г. была организована клиническая ординатура по детской нефрологии.
Созданная А. В. Папаяном ленинградская (петербургская) педиатрическая нефрологическая школа получила в России всеобщее признание. Итогом многолетней плодотворной работы А. В. Папаяна стало избрание его с 1996 г. вице-президентом ассоциации педиатров-нефрологов России. В 1996 г. А. В. Папаян был избран членом-корреспондентом, в 1998 г. — академиком Российской академии естественных наук. В 1997 г. его удостоили звания заслуженного деятеля науки Российской Федерации, в 1983 г. он был награждён орденом Дружбы народов.
Многолетняя творческая дружба связывала Альберта Вазгеновича с академиком Юрием Викторовичем Наточиным.
До последнего дня своей жизни А. В. Папаян возглавлял кафедру факультетской педиатрии ЛПМИ, которая с 1986 г. была реорганизована в кафедру детских болезней № 2. Одновременно с 1999 г. на него были возложены обязанности проректора института по международным связям.
Жизнь профессора трагически оборвалась в субботу 10 августа 2002 г. В этот день А. В. Папаян был убит неизвестными вблизи своего дома. Существуют разные версии разыгравшейся драмы. В действительности после завершения всех следственных действий близкие были официально извещены, что обстоятельства смерти Альберта Вазгеновича точно установить так и не удалось.
Похоронен профессор А. В. Папаян рядом с родителями на небольшом лесном кладбище в дачном посёлке Репино под Санкт-Петербургом.

## Общественно-научная работа
- Член редколлегии журнала «Российский вестник перинатологии и педиатрии»;
- Член редколлегии Большой медицинской энциклопедии (БМЭ);
- Член редакционного совета журнала «Нефрология»[10];
- Член Всероссийской проблемной комиссии по нефрологии;
- Член президиума правления Общества детских врачей;
- Член специализированного учёного совета по защите кандидатских и докторских диссертаций;
- Член проблемной комиссии по педиатрии ГОУ ВПО СПбГПМА;
- Научный консультант детского многопрофильного санатория «Солнечное»[11];
- Главный внештатный специалист — детский нефролог Комитета по здравоохранению Санкт-Петербурга[2];
- Вице-президент ассоциации педиатров-нефрологов России;
- Член международной ассоциации педиатров-нефрологов;
- Декан иностранных студентов ЛПМИ (1969—1985);
- Декан факультета повышения квалификации преподавателей ЛПМИ (1986—1992);
- Проректор по международным связям ГОУ ВПО СПбГПМА;
- Участник и организатор российских и международных конгрессов и конференций по педиатрии и детской нефрологию.

## Вклад в педиатрическую науку и практику
- Основоположник детской нефрологической службы в Ленинграде (Санкт-Петербурге);
- Один из организаторов службы детского гемодиализа Северо-западного региона;
- Пионер в области изучения синдрома диссеминированного внутрисосудистого свёртывания у детей.

## Основные работы
Альберт Вазгенович Папаян — автор более 300 научных работ в том числе 12 монографий, глав в 5 руководствах.
- Диатезы у детей. / Под ред. А.Ф. Тура, А.Б. Воловика, А.В. Папаяна. — Л.: ЛПМИ, 1972. — 164 с. — 1000 экз.
- Папаян А. В., Савенкова Н. Д. Клиническая нефрология детского возраста // Педиатрия. — 1998. — N 3 . — С. 109—112. — ISSN 0031-403X.
- Архипов В. В., Папаян А. В., Ривкин А. М., Левичева О. В. Функциональная нагрузочная проба с фуросемидом. Практическое использование у детей с заболеваниями почек //Клиническая лабораторная диагностика. — 2001. — N 3 . — С. 20-33.
- Лисовая Н. А., Эмануэль В. Л., Носкин Л. А., Папаян А. В. Определение степени полимеризации уропротеинов с помощью лазерной корреляционной спектроскопии. Значение для диагностики камнеобразования. // Клиническая лабораторная диагностика. — 2001. — N 9 . — С. 10-11.
- Папаян, А. В., Стяжкина И. С. Эмбриогенез мочевой системы в норме и при патологии. // Российский вестник перинатологии и педиатрии : Научно-практический рецензируемый журнал. — 2002. — Том 47,N 2 . — С. 43-49. — ISSN 08692114.
- Папаян А. В., Ниоде П., Бенаменью Ж. П. и др. Острая почечная недостаточность у новорожденных детей // Российский вестник перинатологии и педиатрии : Научно-практический рецензируемый журнал. — 2001. — Том 46,N 1 . — С. 12-18. — ISSN 08692114.
- Папаян А. В., Петрова С. И., Никитина М. А. и др. Антибактериальная терапия острой внебольничной пневмонии у детей // Российский вестник перинатологии и педиатрии : Научно-практический рецензируемый журнал. — 2001. — Том 46,N 2 . — С. 34-37. — ISSN 08692114.
- Лисовая Н. А., Носкин Л. А., Эмануэль В. Л., Папаян А. В. и др. Дифференциация механизмов камнеобразования на основе комплексного изучения субфракционного состава, осмоляльности и кристаллизации солей мочи у детей с различной патологией почек // Нефрология : Научно-практический журнал. — 2001. — Том 5,N 1 . — С. 48-55. — ISSN 15616274.
- Лисовая Н. А., Носкин Л. А., Эмануэль В. Л., Папаян А. В. и др. Дифференциально-значимые сдвиги в системе гомеостаза, определяемые с помощью лазерной корреляционной спектроскопии сыворотки крови, в оценке тяжести патологического процесса при заболеваниях почек у детей. Сообщение 1 // Нефрология : Научно-практический журнал. — 2000. — Том 4,N 4 . — С. 22-30. — ISSN 15616274.
- Лисовая Н. А., Носкин Л. А., Эмануэль В. Л., Папаян А. В. и др. Дифференциально-значимые сдвиги субфракционного состава мочи, определяемые методом лазерной корреляционной спектроскопии, в диагностике заболеваний почек у детей. Сообщение 2 // Нефрология : Научно-практический журнал. — 2001. — Том 5,N 1 . — С. 74-81. — ISSN 15616274.
- Боголепова А. Е., Кузнецова А. А., Лукичев Б. Г., Папаян А. В. и др. Исследование роли простагландина E2 в регуляции мочеотделения при хронической почечной недостаточности и ночном энурезе // Нефрология : Научно-практический журнал. — 2001. — Том 5,N 2 . — С. 44-48. — ISSN 15616274.
- Папаян А. В., Шуцкая Ж. В. Современные методы профилактики прогрессирования диабетической нефроангиопатии в детском возрасте // Российский вестник перинатологии и педиатрии : Научно-практический рецензируемый журнал. — 1998. — Том 43,N 4 . — С. 34-37. — ISSN 08692114.
- Савенкова Н. Д., Папаян А. В. Особенности врожденного и инфантильного нефротического синдрома у детей // Российский педиатрический журнал : Научно-практический журнал. — 2004. — N 1 (Введено оглавление) . — С. 43-47. — ISSN 15609561.
- Папаян А. В., Никитина М. А., Петрова С. И., Вишнякова Л. А. Особенности клинического течения внебольничной пневмонии у детей на фоне хламидийной инфекции // Российский вестник перинатологии и педиатрии : Научно-практический рецензируемый журнал. — 2004. — Том 49,N 4 . — С. 47-50. — ISSN 08692114
- Папаян А. В.,Вишнякова Л. А., Никитина М. А., Петрова С. И. Этиология эпидемической вспышки внебольничной пневмонии у детей Санкт-Петербурга // Журнал микробиологии, эпидемиологии и иммунологии : Двухмесячный научно-практический журнал. — 2004. — N 5 . — С. 7-12. — ISSN 0372.9311
- Шуцкая Ж. В., Егорова О. О., Надь Ю. Г., Папаян А. В. и др. Влияние инсерционно-делеционного полиморфизма гена ангиотензинпревращающего фермента на развитие, прогрессирование и эффективность терапии диабетической нефропатии у больных сахарным диабетом типа 1 // Артериальная гипертензия : Научно-практический рецензируемый журнал. — 2004. — Том 10,N 4 . — С. 194—196. — ISSN 1607-419Х
- Папаян А. В., Архипов В. В., Береснева Е. А. Маркеры функции почек и оценка прогрессирования почечной недостаточности // Терапевтический архив : Ежемесячный научно-практический журнал. — 2004. — Том 76,N 4 . — С. 83-90. — ISSN 00403660.
- Папаян А. В.,Вишнякова Л. А., Никитина М. А., Петрова С. И. Роль Streptococcus pneumoniae, Mycoplasma pneumoniae и Chlamydia pneumoniae при внебольничной пневмонии у детей // Пульмонология : научно-практический журнал. — , 2005. — N 3 . — С. 43-47.
- Коровина Н. А., Захарова И. Н., Страчунский Л. С., Папаян А. В. и др. Практические рекомендации по антибактериальной терапии инфекций мочевой системы внебольничного происхождения у детей (Пособие для врачей) // Клиническая микробиология и антимикробная химиотерапия. — 2002. — Том 4,N 4 . — С. 337—346.
- Архипов В. В., Папаян А. В. Детская нефрология на рубеже столетий : итоги и перспективы // Справочник педиатра : ежемесячный научно-практический журнал. — 2005. — N 11 . — С. 55-59.
- Папаян А. В. , Шабалов Н. П. Геморрагические диатезы у детей. Москва, «Медицина», 1982, 288 с.
- Папаян А. В., Эрман М. В., Аничкова И. В. и др. Инфекция органов мочевой системы у детей (этиопатогенез, диагностика и лечение): Пособие для врачей и студентов старших курсов. СПб., 2001. — 56 с.
- Папаян А. В., Соловьев А. А., Стяжкина И. С. IgA нефропатия (болезнь Берже) у детей : Лекция. СПб., 2001. — 36 с.
- Папаян А. В., Савенкова Н. Д. Клиническая нефрология детского возраста. Руководство для врачей. — Санкт-Петербург, СПб. 2008. 600 с.
- Папаян А. В., Савенкова Н. Д. Клиническая нефрология детского возраста : рук. для врачей — СПб. : Сотис, 1997. — 718 с. : ил. — Библиогр. в конце гл. — ISBN 5-85503-115-2.
- Савенкова Н. Д., Папаян А. В., Батраков Д. Ю., Горяинов А. М. Система специализированной педиатрической нефрологической помощи // Нефрология. 2008. с.23-28.
- Савенкова Н. Д., Папаян А. В., Батраков Д. Ю., Горяинов А. М. Система специализированной педиатрической нефрологической помощи // Клиническая нефрология детского возраста. Санкт-Петербург, 2008. с.97-101.
- Папаян А. В. Неонатальная нефрология : рук. — СПб. : Питер, 2002. — 436 с.
- Папаян А. В., Цыбулькин Э. К. Острые токсикозы в раннем детском возрасте. — 2-е изд., перераб. и доп. — JL: Медицина, 1984. — 232 с.
- Папаян А. В., Цыбулькин Э. К. Острые токсикозы в раннем детском возрасте. — Л.: Медицина, 1994. — 280 с.

## Семья
- Жена: Людмила Петровна Папаян — профессор Российского научно-исследовательского института гематологии и трансфузиологии (РосНИИГТ)[12]
- Дочь: Карина Альбертовна Папаян — доцент кафедры факультетской педиатрии СПбГПМУ[13]
- Брат: Гарри Вазгенович Папаян — к.т. н., старший научный сотрудник НИЛ микроциркуляции Федерального Центра сердца, крови и эндокринологии имени В. А. Алмазова[14]

## Награды
- Орден Дружбы народов (1983)
- Заслуженный деятель науки Российской Федерации (1997)